# Jan David Anton van Schelle
Jan David Anton van Schelle (Wassenaar, 26 februari 1915 - Brazilië, 17 juli 1979) was SOE-agent (Codenaam 'Apollo') tijdens de Tweede Wereldoorlog.
Voor de oorlog studeerde van Schelle, telg uit het geslacht Van Schelle, landbouw in Nederland en in Argentinië. en in 1939 had hij een boerderij gekocht in Brazilië. Hij sprak behalve Frans, Duits en Engels dus ook vloeiend Spaans en Portugees.
Van de SOE kreeg hij een paramilitaire opleiding, inclusief parachutespringen. Hij werkte onder de schuilnamen Jan David Anton Stokkers, Jan Scholten, Jan Anton Sluis, Apollo en Badminton.
Hoewel Somer er niet achter stond, werd Van Schelle en SOE agent Johan Grün in de nacht van 18 oktober 1943 door een Engelse Halifax bommenwerper geparachuteerd bij Mechelen. Hun dropping was door SOE en Bureau Militaire Voorbereiding Terugkeer voorbereid. Ze hadden de opdracht geld af te leveren aan mensen in Brussel en Nederland, die een ontsnappingsroute verzorgden. Ook moesten ze een andere route controleren omdat daar geen vliegers gebruik van leken te maken. Apollo en zijn vluchtroute waren bekend bij Abwehr medewerkers die deelnamen aan het Englandspiel. 
Het vliegtuig werd beschoten en moest een noodlanding maken bij het dorp Larum; ze kwamen in een weiland terecht. De acht bemanningsleden slaagden erin te ontsnappen maar sergeant J. Bruce werd enkele dagen later krijgsgevangen genomen. Van Schelle en Grün slaagden er ook in te ontsnappen. Grün werd echter op 3 januari gearresteerd en vijftien maanden later vrijgelaten. Van Schelle was op 20 december 1943 weer terug in Engeland.